# Кней
Кней (словен. Knej) — поселення в общині Велике Лаще, Осреднєсловенський регіон, Словенія. 
Висота над рівнем моря: 493,8 м.